# William Borione
Pour les articles homonymes, voir Borione.
Guillaume-Marie, dit William Borione (Sablons, 8 février 1817-Couilly-Pont-aux-Dames, 15 mai 1885) est un peintre français.

## Biographie
Élève de Victor Orsel et d'Ingres, il fait l’École des Beaux-Arts de Lyon puis de Paris (1840) et participe au Salon de 1857 à 1869. On lui doit des scènes religieuses et des portraits.

## Œuvres
- Portrait d' Horace de Viel Castel (coll. particulière)
- Portrait de Julien-Michel Gué, dit Chéri
- L'Immaculée Conception,  1846, église paroissiale de l'Assomption de Roquecor
- Roi Louis-Philippe, Mairie de Lyon et Mairie d'Arles (copie)
- La Visitation, 1843, Mairie de Largentière
- Le But,  Mairie de La Tour-du-Pin

- Le Père éternel et l'Esprit-Saint contemplant l'Enfant Jésus, 1846, Mairie de Montauban
- Empereur Napoléon III, 1856, Préfecture des Pyrénées-Atlantiques (Pau)
- Portrait de Paul Féval, 1865, Musée des Beaux-Arts de Rennes
- Portrait de Charlotte Corday

## Hommage
Une impasse de Sablons porte son nom.